# Kwas jotroksowy
Kwas jotroksowy (łac. acidum iotroxicum) – wielofunkcyjny organiczny związek chemiczny, aromatyczny związek jodu o budowie dimerycznej. Stosowany jako jonowy środek cieniujący w diagnostyce obrazowej chorób dróg żółciowych.

## Budowa i mechanizm działania
Jest pozytywnym środkiem cieniującym pochłaniającym promieniowanie rentgenowskie silniej od tkanek. Podawany jest dożylnie w postaci soli z megluminą (aminoalkoholem z grupy aminocukrów). W środowisku wodnym sól ta dysocjuje dając roztwór o wysokiej osmolalności, jednak niższej niż preparaty monomerycznego kwasu diatrozowego, dzięki czemu jest od nich bezpieczniejszy. W organizmie przechodzi do żółci. Jest wydalany na drodze transportu aktywnego z naczyń włosowatych do dróg żółciowych na poziomie hepatocytów. 

## Zastosowanie
Stosowany jest do cholangiografii i cholecystografii, w przypadkach kiedy cholecystografia po doustnych środkach jest niewystarczająca.
Znajduje się na wzorcowej liście podstawowych leków Światowej Organizacji Zdrowia (WHO Model Lists of Essential Medicines) (2017). Nie jest dopuszczony do obrotu w Polsce (2018).

## Działania niepożądane
Może powodować następujące działania niepożądane u ponad 4% pacjentów: nieprzyjemny smak w ustach, nudności oraz wymioty.